# Știința cu cetățeni
Știința cu cetățeni (similară cu: știința comunitară, știința civică, știința cu implicare participativă, monitorizarea participativă sau monitorizarea voluntară) este acel model de cercetare științifică efectuată cu participarea publicului larg sau a cercetătorilor amatori / neprofesioniști. Există variații în definiția exactă a științei cetățenești, diferiți indivizi și organizații având propriile lor interpretări specifice a ceea ce cuprinde aceasta. De asemenea, nu există încă o traducere consacrată a termenului pentru limba română. Știința cu cetățeni este utilizată într-o gamă largă de domenii de studiu, acoperind, printre altele: ecologie, biologie și conservare, sănătate și cercetare medicală, astronomie, mass-media și comunicații și știința informației.
Există diferite aplicații și funcții ale științei cu cetățeni în proiectele de cercetare. De exemplu, poate fi folosită în asociere cu o metodologie prin care voluntarii / cetățenii ajută la colectarea și clasificarea datelor, îmbunătățind capacitatea comunității științifice. De asemenea, poate presupune o implicare mai directă a publicului, cetățenii inițiind proiecte de cercetare a pericolelor pentru mediu și sănătate în propriile comunități. Participarea la proiecte de știință cu cetățeni educă, de asemenea, publicul despre procesul științific și crește gradul de conștientizare cu privire la diferite subiecte. Unele școli încurajează elevii să participe la proiecte de știință cu cetățeni în acest scop, ca parte a curriculum-ului de predare.

## Context
Prima utilizare a termenului „știință cu cetățeni” poate fi găsită într-un număr din ianuarie 1989 al MIT Technology Review, care a prezentat trei laboratoare comunitare care studiază problemele de mediu. În secolul XXI, numărul de proiecte de știință cetățenească, publicații și oportunități de finanțare a crescut. Utilizarea științei cu cetățeni de-a lungul timpului a fost impulsionată și de progresele tehnologice. Platformele digitale de știință cetățenească, cum ar fi Zooniverse, stochează cantități mari de date pentru multe proiecte și sunt un loc în care voluntarii pot învăța cum să contribuie la acestea. Pentru unele proiecte, participanții sunt instruiți să colecteze și să introducă date, cum ar fi speciile observate, în baze de date digitale globale mari. Pentru alte proiecte, participanții ajută la clasificarea datelor pe platformele digitale. Datele din știința cu cetățeni sunt, de asemenea, folosite pentru a dezvolta algoritmi de învățare automată. Un exemplu este utilizarea imaginilor clasificate de voluntari pentru a antrena algoritmi de învățare automată pentru a identifica speciile. În timp ce participarea globală și bazele de date internaționale se regăsesc pe platforme online, nu toate locațiile primesc întotdeauna aceeași cantitate de date de la colaboratori. Preocupările cu privire la potențialele probleme legate de calitatea datelor, cum ar fi erorile de măsurare și părtinirile, sunt recunoscute în comunitatea științifică și există soluții statistice și pachete de bune practici disponibile în acest sens.

## Definiție
Termenul „știință cu cetățeni” are origini multiple și apelează la concepte diferite. „Cetățean” este folosit în sensul general de „cetățean al lumii”, sau „publicul larg”, mai degrabă decât termenul legal de cetățean al țărilor suverane. Conceptul a fost definit pentru prima dată independent la mijlocul anilor 1990 de Rick Bonney în Statele Unite și de Alan Irwin în Regatul Unit. Alan Irwin, un sociolog britanic, a propus definiția „concepte emergente de implicare cetățenească în mediul științific, care pun în prim plan necesitatea deschiderii științei și a politicilor științifice către public”. Irwin a căutat să revendice două dimensiuni ale relației dintre cetățeni și știință: 1) că știința ar trebui să răspundă preocupărilor și nevoilor cetățenilor; și 2) că cetățenii înșiși ar putea produce cunoștințe științifice de încredere. Ornitologul american Rick Bonney, care nu cunoștea lucrările lui Irwin, a definit știința cu cetățeni ca acele proiecte în care oamenii fără pregătire științifică profesionistă, cum ar fi observatorii de păsări amatori, au contribuit voluntar cu date științifice. Aceasta descrie un rol mai limitat pentru cetățeni în cercetarea științifică decât cel propus de Irwin.
Termenii știință cu cetățeni și oameni de știință cetățeni au intrat în Oxford English Dictionary (OED) în iunie 2014. „Știința cu cetățeni” este definită ca „munca științifică întreprinsă de membrii publicului larg, adesea în colaborare cu sau sub conducerea oamenilor de știință profesioniști și a instituțiilor științifice”. „Om de știință cetățean” este definit ca: (a) „un om de știință a cărui activitate se caracterizează printr-un simț al responsabilității de a servi cele mai bune interese ale comunității mai largi (sens mai rar aplicat acum)”; sau (b) „un membru al publicului larg care se angajează în activități științifice, adesea în colaborare cu sau sub conducerea unor oameni de știință profesioniști și instituții științifice; un om de știință amator”. Prima utilizare a termenului „om de știință cetățean” poate fi găsită în revista New Scientist într-un articol despre ufologie din octombrie 1979.

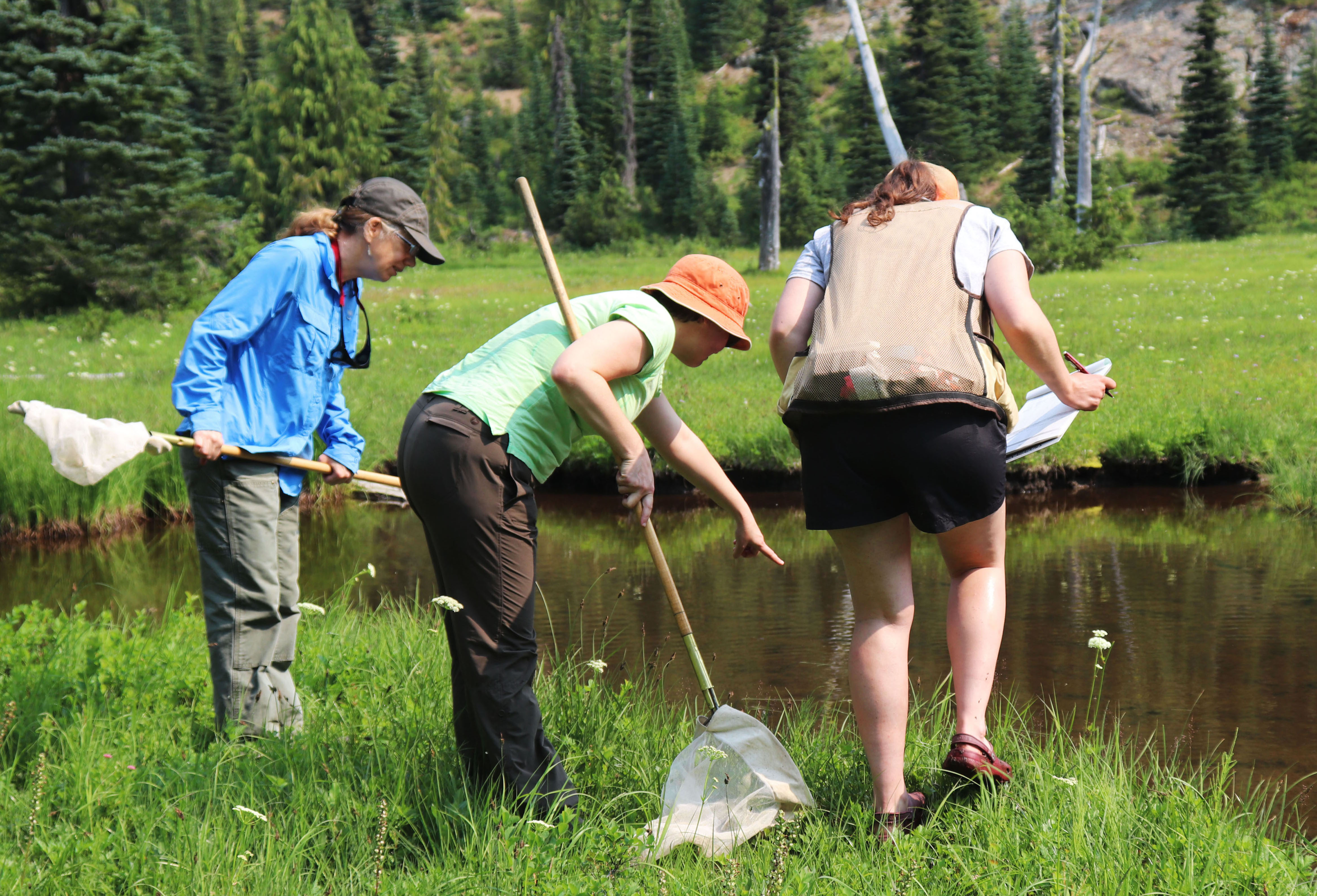
Voluntari ai unui proiect de știință cu cetățeni și coordonatorul, realizând observații lângă un iaz.

O Carte verde privind știința cu cetățeni a fost publicată în 2013 de Unitatea de știință digitală a Comisiei Europene și Socientize.eu, care includea o definiție pentru știința cu cetățeni, referindu-se la „angajarea publicului larg în activitățile de cercetare științifică atunci când cetățenii contribuie în mod activ la știință, fie cu efortul lor intelectual sau cu cunoștințele înconjurătoare sau cu instrumentele și resursele lor. Participanții oferă date experimentale și facilități pentru cercetători, ridică noi întrebări și co-creează o nouă cultură științifică.”
Știința cu cetățeni poate fi realizată de indivizi, echipe sau rețele de voluntari. Oamenii de știință cetățeni colaborează adesea cu oameni de știință profesioniști pentru a atinge obiective comune. Rețelele mari de voluntari le permit adesea oamenilor de știință să îndeplinească sarcini care ar fi prea costisitoare sau consumatoare de timp pentru a le îndeplini prin alte mijloace.
Multe proiecte de știință cu cetățeni servesc obiectivelor educaționale și de sensibilizare. Aceste proiecte pot fi concepute pentru un mediu formal de clasă sau pentru un mediu de educație informal, cum ar fi muzeele.
Știința cu cetățeni a evoluat în ultimele patru decenii. Proiectele recente pun mai mult accent pe practicile solide și confirmate din punct de vedere științific și pe obiectivele măsurabile pentru educația publică. Știința cetățenească modernă diferă de formele sale istorice în primul rând prin accesul și scara ulterioară a participării publice; tehnologia este creditată drept unul dintre principalii factori ai exploziei recente a activității de știință cu cetățeni.
În mai 2016, Citizen Science Association a lansat, împreună cu Ubiquity Press, un nou jurnal cu acces deschis, numit Citizen Science: Theory and Practice (CS:T&P). Citând din articolul editorial intitulat „The Theory and Practice of Citizen Science: Launching a New Journal”, „CS:T&P oferă spațiul pentru a îmbunătăți calitatea și impactul eforturilor de știință cetățenească prin explorarea profundă a conceptului de știință cetățenească în toate formele sale. Examinând, criticând și împărtășind constatările într-o varietate de eforturi ale științei cu cetățeni, putem să cercetăm bazele și ipotezele acesteia și să analizăm critic practica și rezultatele sale.”
În februarie 2020, Timber Press a publicat The Field Guide to Citizen Science ca ghid practic pentru oricine este interesat să înceapă cu știința cetățenească.

## Beneficii și limitări
Implicarea publicului larg în proiecte științifice a devenit un mijloc de a încuraja curiozitatea și o mai bună înțelegere a științei, oferind în același timp un angajament fără precedent între oamenii de știință profesioniști și publicul larg. Într-un raport de cercetare publicat de US National Park Service în 2008, Brett Amy Thelen și Rachel K. Thiet menționează următoarele preocupări, raportate anterior în literatură, cu privire la validitatea datelor generate de voluntari:
- Unele proiecte pot să nu fie potrivite pentru voluntari, de exemplu, atunci când folosesc metode complexe de cercetare sau necesită multă muncă (adesea repetitivă).[30]
- Dacă voluntarii nu au o pregătire adecvată în cercetare și protocoale de monitorizare, datele pe care le colectează ar putea introduce informații părtinitoare sau inacurate în setul de date.[30]

Problema acurateței datelor, în special, rămâne deschisă. John Losey, care a creat proiectul Lost Ladybug de știință cetățenească, a susținut că eficiența costurilor datelor științifice cetățenești poate depăși problemele de calitate a datelor, dacă sunt gestionate corespunzător.
În decembrie 2016, autorii M. Kosmala, A. Wiggins, A. Swanson și B. Simmons au publicat un studiu în revista Frontiers in Ecology and the Environment numit „Assessing Data Quality in Citizen Science”. Rezumatul descrie modul în care proiectele de știință cetățenească ecologică și de mediu au un potențial enorm de a promova știința. Proiectele de știință cetățenească pot influența politicile și pot ghida gestionarea resurselor prin producerea de seturi de date care altfel nu ar fi fezabil de a fi generate. În secțiunea „Pe scurt” (pg. 3), sunt enunțate patru concluzii condensate. Acestea sunt:
1. Seturile de date produse de cetățenii voluntari pot avea un nivel de acuratețe rezonabil de ridicat, similar celor produse de profesioniști;
2. Acuratețea voluntarilor individuali diferă în funcție de dificultatea solicitărilor și de experiența celor implicați. Există mai multe metode pentru a crește acuratețea până la nivelul necesar proiectului respectiv;
3. Cele mai multe tipuri de inexactități din seturile de date generate prin știință cu cetățeni sunt identificabile și în seturile de date generate de profesioniști și pot fi ajustate prin metode statistice
4. Evaluatorii proiectelor de știință cu cetățeni ar trebui să urmărească proiectarea iterativă a stagiilor cercetării, standardizarea și adecvarea protocoalelor voluntarilor și a analizelor de date, colectarea metadatelor și evaluarea preciziei lor.

Ei ajung la concluzia că, pe măsură ce știința cu cetățeni continuă să crească și să se maturizeze, o măsură-cheie a succesului proiectului pe care se așteaptă să o vadă va fi o conștientizare tot mai mare a calității datelor. Ei au concluzionat, de asemenea, că știința cu cetățeni va apărea ca un instrument general care va ajuta „la colectarea de date de înaltă calitate, de altfel imposibil de obținut, în sprijinul politicii și gestionării resurselor, monitorizarea conservării și știința de bază”.

## Etică
Au fost publicate diverse studii care explorează etica și aspectele etice ale științei cu cetățeni, inclusiv probleme precum proprietatea intelectuală și proiectarea proiectelor (de exemplu, ) Citizen Science Association (CSA), cu sediul la Cornell Lab of Ornithology, și European Citizen Science Association (ECSA), cu sediul în Museum für Naturkunde la Berlin, au grupuri de lucru pentru etică și principii de etică și integritate.
În septembrie 2015, ECSA a publicat cele zece principii ale științei cu cetățeni, care au fost dezvoltate de grupul de lucru „Partajarea celor mai bune practici și dezvoltarea capacității” al ECSA, condus de Muzeul de Istorie Naturală din Londra, cu contribuția multor membri ai asociației.
1. Proiectele științifice cetățenești implică în mod activ cetățenii în activități științifice care generează cunoaștere sau înțelegere nouă. Cetățenii pot acționa în calitate de contribuitori, colaboratori sau conducători de proiect și pot avea un rol semnificativ în cadrul proiectului.
2. Proiectele științifice cetățenești au un rezultat științific autentic. De exemplu, răspunsul la o întrebare de cercetare sau informarea cu privire la acțiunile de conservare, deciziile de gestionare [a diferite aspecte comunitare] sau politica de mediu.
3. Atât oamenii de știință profesioniști cât și oamenii de știință cetățeni beneficiază de pe urma participării. Beneficiile pot include publicarea rezultatelor cercetării, oportunități de învățare, satisfacție personală, beneficii sociale, satisfacție prin contribuția la dovezile științifice - de exemplu, pentru abordarea problemelor locale, naționale și internaționale și, prin aceasta, potențialul de a influența politicile.
4. Oamenii de știință cetățeni pot, dacă doresc, să participe la mai multe etape ale procesului științific. Aceasta poate include elaborarea întrebării de cercetare, conceperea metodei, colectarea și analiza datelor și comunicarea rezultatelor.
5. Cercetătorii cetățeni primesc feedback din partea proiectului. De exemplu, modul în care datele lor sunt utilizate și care sunt rezultatele cercetării, politicii sau societății.
6. Știința cu cetățeni este considerată o abordare de cercetare ca oricare alta, cu limitări și prejudecăți care trebuie luate în considerare și controlate. Cu toate acestea, spre deosebire de abordările tradiționale de cercetare, știința cu cetățeni oferă oportunități pentru o mai mare implicare a publicului și pentru democratizarea științei.
7. Datele și metadatele proiectelor științifice cetățenești sunt puse la dispoziția publicului și, acolo unde este posibil, rezultatele sunt publicate în format cu acces liber. Schimbul de date poate avea loc în timpul proiectului sau ulterior cu excepția cazului în care există probleme de securitate sau de confidențialitate care împiedică acest lucru.
8. Oamenii de știință cetățeni sunt menționați în rezultatele și publicațiile proiectului.
9. Programele de știință cu cetățeni sunt evaluate în funcție de rezultatele lor științifice, calitatea datelor, experiența participanților și impactul societal sau politic mai larg.
10. Liderii proiectelor științifice cetățenești iau în considerare aspectele juridice și etice legate de drepturile de autor, proprietatea intelectuală, acordurile de partajare a datelor, confidențialitate, atribuire și impactul activităților asupra mediului.

În martie 2019, revista online Citizen Science: Theory and Practice a lansat o colecție de articole pe tema Ethical Issues in Citizen Science. Articolele sunt introduse cu (citare): „Știința cu cetățeni poate contesta normele etice existente, deoarece se încadrează în afara metodelor obișnuite de a se asigura că cercetarea este efectuată în mod etic. Ce probleme etice apar atunci când se implică publicul în cercetare? Cum au fost abordate aceste probleme, și cum ar trebui abordate în viitor?”
Utilizarea voluntarilor din știința cetățenească ca muncitori de facto neplătiți de către unele întreprinderi comerciale a fost criticată ca fiind exploatatoare.
Etica în știința cu cetățeni în domeniul sănătății și bunăstării a fost discutată în termeni de protecție versus participare. Kristin Liabo, cercetător al implicării publice, scrie că cercetătorul în domeniul sănătății ar putea, în lumina pregătirii sale în chestiuni de etică, să fie înclinat să excludă persoanele vulnerabile de la participare, pentru a le proteja de vătămări. Cu toate acestea, ea susține că aceste grupuri sunt deja excluse de la participarea în alte arene și că participarea poate fi responsabilă și poate reprezenta o posibilitate de a dobândi abilitățile de viață de care acești indivizi au nevoie. Dacă să se implice sau nu ar trebui să fie o decizie în care ei ar trebui să fie implicați și nu o decizie doar a cercetătorului.

## Relațiile cu educația și mediul academic
Au fost publicate studii care examinează locul științei cetățenești în educație. (de ex.  ) Mijloacele de predare pot include cărți și planuri de activități sau lecții. (de ex.  ). 
În Second International Handbook of Science Education, un capitol intitulat: „Citizen Science, Ecojustice, and Science Education: Rethinking an Education from Nowhere”, de Mueller și Tippins (2011), recunoaște în abstract că: „Există un accent tot mai pregnant în educația științifică privind implicarea tinerilor în știința cetățenească”. Autorii se întreabă, de asemenea: „dacă știința cu cetățeni merge mai departe în ceea ce privește dezvoltarea cetățenilor”. Rezumatul se termină prin a afirma: „capitolul ia în considerare modurile în care educatorii vor colabora cu membrii comunității pentru a ghida eficient deciziile, ceea ce oferă promisiunea de a împărtăși responsabilitatea pentru democratizarea științei cu ceilalți”.
Din revista Democracy and Education, un articol intitulat: „Lessons Learned from Citizen Science in the Classroom” de autorii Gray, Nicosia și Jordan (GNJ; 2012) oferă un răspuns la un studiu al lui Mueller, Tippins și Bryan (MTB) numit „ Viitorul științei cu cetățeni”. GNJ încep prin a afirma în rezumat că „Viitorul științei cetățenești”: „oferă o perspectivă teoretică importantă despre viitorul științei democratizate și al educației K12 [primare și secundare]”. Dar GRB afirmă: „Cu toate acestea, autorii (MTB) nu reușesc să abordeze în mod adecvat barierele și constrângerile existente pentru a muta știința bazată pe comunitate în sala de clasă”. Ei încheie rezumatul argumentând: „că constrângerile de resurse ale oamenilor de știință, profesorilor și studenților probabil pun probleme pentru a reloca știința cu adevărat democratizată în sala de clasă”.
În 2014, a fost publicat un studiu numit „Citizen Science and Lifelong Learning” de R. Edwards în revista Studies in the Education of Adults. Edwards începe prin a scrie că proiectele de știință cetățenească s-au extins în ultimii ani și au implicat cetățeni de știință și profesioniști în moduri diverse. El continuă: „Totuși, până în prezent, a existat puțină explorare educațională a unor astfel de proiecte”. El menționează că „a existat o explorare limitată a mediilor educaționale ale adulților care contribuie la știința cetățenească”. Edwards explică cum contribuitorii științei cetățenești sunt numiți voluntari, cetățeni sau amatori, încheind rezumatul astfel: „Articolul va explora natura și semnificația acestor caracterizări diferite și, de asemenea, va sugera posibilități de cercetare ulterioară”.
Știința cu cetățeni a fost, de asemenea, descrisă ca provocând „ierarhiile și structurile tradiționale ale creării cunoștințelor”.

## Știința cu cetățeni în România
În România, știința cu cetățeni reprezintă o inițiativă de dată foarte recentă. În cadrul Cărții albe a tranziției către știința deschisă, publicată în decembrie 2022, UEFISCDI România, principală instituție care gestionează finanțarea cercetării la nivel național, a menționat știința cu cetățeni ca una dintre direcțiile de dezvoltare a Științei Deschise. Aceeași agenție guvernamentală găzduiește și o pagină web în limba română dedicată științei cu cetățeni.
Universitatea Babeș-Bolyai din Cluj-Napoca a dezvoltat în 2023-2024 o platformă dedicată științei cu cetățeni, care permite cercetătorilor români, inclusiv celor din afara instituției, să deschidă și să gestioneze proiecte de acest fel, în relație cu cetățenii voluntari. Platforma este deschisă și propunerilor venite din partea cetățenilor, care pot la rândul lor să propună proiecte prin care să atragă specialiști în rezolvarea unor probleme comunitare.